# Amalaraeus dobbsi
Amalaraeus dobbsi är en loppart som först beskrevs av Hubbard 1940.  Amalaraeus dobbsi ingår i släktet Amalaraeus och familjen fågelloppor. Inga underarter finns listade i Catalogue of Life.